# Horace R. Kornegay

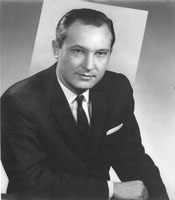
Horace R. Kornegay

Horace Robinson Kornegay (* 12. März 1924 in Asheville, North Carolina; † 21. Januar 2009 in Greensboro, North Carolina) war ein US-amerikanischer Politiker.
Kornegay besuchte das Wake Forest College und erhielt dort 1947 seinen Bachelor of Science. In dieser Zeit diente Kornegay vom 14. Dezember 1942 bis zum 1. Februar 1946 in der United States Army und kam hierbei in Europa zum Einsatz. 1949 erhielt er seinen Bachelor of Laws (LL.B.) und wurde im selben Jahr in die Anwaltschaft aufgenommen. Kornegay begann nun in Greensboro zu praktizieren. Nachdem er von 1951 bis 1953 stellvertretender Distriktanwalt gewesen war, wurde er 1954 zum Staatsanwalt des 12. Distrikts von North Carolina gewählt. 1958 erfolgte seine Wiederwahl.
Politisch betätigte sich Kornegay in der Demokratischen Partei. So war er 1964 Delegierter zur Democratic National Convention in Atlantic City und wurde für seine Partei in den 87. Kongress sowie die folgenden drei Kongresse gewählt. Dort vertrat er vom 3. Januar 1961 bis zum 3. Januar 1969 den Bundesstaat North Carolina im Repräsentantenhaus der Vereinigten Staaten. 1968 verzichtete er auf eine erneute Kandidatur.
Nach seinem Ausscheiden aus der Politik arbeitete Kornegay für Tobacco Institute, Inc., und hatte dort jeweils nacheinander den Posten des Vizepräsidenten (Januar 1969 bis Juni 1970), den des Präsidenten (Juni 1970 bis Februar 1981) sowie den des Vorstandsvorsitzenden (Februar 1982 bis Dezember 1986) inne. Danach begann er ab Januar 1987 wieder in Greensboro als Anwalt zu praktizieren und lebte in dieser Stadt bis zu seinem Tod 2009.